# Viljassaari
Viljassaari är en ö i Finland. Den ligger i sjön Pyhäjärvi och i kommunen Säkylä i den ekonomiska regionen  Raumo ekonomiska region  och landskapet Satakunta, i den sydvästra delen av landet, 170 km nordväst om huvudstaden Helsingfors. Öns area är 0,6 hektar och dess största längd är 100 meter i öst-västlig riktning.